# Ghayath Almadhoun
Ghayath Almadhoun (Arabisch: غياث المدهون) (Damascus, 1979) is een Palestijnse-Syrische-Zweedse dichter.

## Biografie
Als zoon van een Palestijnse vader en een Syrische moeder werd Ghayath Almadhoun (1979) geboren in een Palestijns vluchtelingenkamp in Damascus. Hij studeerde Arabische literatuur aan de Universiteit van Damascus en werkte als cultureel journalist.
Daar schreef hij gedichten in het Arabisch, die inmiddels in een behoorlijke reeks talen zijn uitgebracht.
In 2008 emigreerde hij naar Zweden en werd Zweeds staatsburger. Hij woont nu tussen Berlijn en Stockholm.
In 2014 verscheen een Nederlandse vertaling van een reeks gedichten getiteld Weg van Damascus. Hij beschrijft de heimwee naar het vaderland en het schuldgevoel van een jonge intellectueel die zijn geboorteland heeft verlaten. In 2017 verscheen de bundel Ik hier jij daar, een samenwerking van Ghayath met Anne Vegter, destijds Dichter des Vaderlands.
Naast het schrijven was Almadhoun betrokken bij andere kunstprojecten, zoals poëziefilms (met Marie Silkeberg).
Zijn poëzie maakte deel uit van het werk van veel kunstenaars, de beroemde kunstenaar Jenny Holzer heeft zijn poëzie bijvoorbeeld geprojecteerd in Denemarken, de VS en Italië, en de legendarische kunstenaar Blixa Bargeld heeft zijn gedichten hardop voorgelezen in Noorwegen en Griekenland.
2019 Almadhoun ontving Artists in Residence bij DAAD Artists-in-Berlin Program Award-beurs, (Berliner Künstlerprogramm des DAAD).

## Poëzie
- قصائد سقطت سهواً, Arabic Writers Union i Damaskus 2004
- كلما اتسعت المدينة ضاقت غرفتي, Damascus as Cultural Capital for Arabic Culture 2008
- Asylansökan, Ersatz förlag 2010
- لا أستطيع الحضور, Arab Institute for Research and Publishing in Beirut and Amman 2014
- Weg van Damascus, Uitgeverij Jurgen Maas, Amsterdam 2014, Second Edition 2016, Third Edition 2017, Fourth Edition 2018
- Till Damaskus, Albert Bonniers förlag 2014 (with Marie Silkeberg)
- أدرينالين, Almutawassit, Milano 2017. Second Edition 2018
- Ik hier jij daar, Uitgeverij Jurgen Maas, Amsterdam 2017 (with Anne Vegter), Second Edition 2018
- Adrenalin, translated into English by Catherine Cobham, Action Books, USA, November 2017
- Ein Raubtiernamens Mittelmeer, translated into German by Larissa Bender, Arche Literatur Verlag, Zürich / Hamburg, February 2018. Second Edition, November 2018
- Adrenalin, Poetry selection translated into Bengali by Manos Chakraborty, West Bengal, India: November 2019
- آدرنالین Poetry selection translated into Persian by Sara Rahmati, Iran: Nashre Markaz, 2019
- Adrenalina Poetry book translated into Italian by Jolanda Guardi, Milano: Edizioni Centro Studi Ilà®, 2021

## Prijzen en onderscheidingen
- 2005 Almazraa Prize[bron?]
- 2008 Damascus Arab Capital of Culture for Young Writers Prize[bron?]
- 2012 Klas de Vylder Prize[1]
- 2019 The DAAD Artists-in-Berlin Program award scholarship (Berliner Künstlerprogramm des DAAD)[2]
- 2022 IWP Fall Residency | The International Writing Program[3]

## Poëziefilms
- Ödeläggelse IV Stockholm – Gaza, 2009
- The City, 2012
- Your Memory is My Freedom, 2012
- The Celebration, 2014
- SNOW, 2015
- Évian, 2020 - Best Poetry Film 2020 - ZEBRA poetry film festival. ZEBRA poetry film festival